# 福元大桥西站
福元大桥西站，工程名为长望路站，位于中华人民共和国湖南省长沙市岳麓区潇湘北路与长望路交叉口地下，是长沙地铁4号线的地铁车站，福元大桥西侧。本站于2019年5月26日开通。

## 车站结构
本站沿潇湘北路南北向布置，为地下岛式车站。